# Intersil 6100
La familia Intersil 6100 constaba de un microprocesador de 12-bits (el 6100) y una gama de chips de memoria y de soporte de periféricos, desarrollados por la empresa Intersil a mediados de los 1970. El microprocesador implementaba el conjunto de instrucción del PDP-8, por lo que a veces se le referencia como el CMOS-PDP8. Cuando fue producido posteriormente por la Harris Corporation también fue conocido como el Harris HM-6100. El Intersil 6100 fue lanzado en el segundo trimestre de 1975, y la versión de Harris en 1976.
La familia 6100 fue producida utilizando tecnología CMOS en lugar de las tecnologías bipolar y NMOS utilizados por la mayoría de su contemporáneos (Z80, Intel 8080, 6502, 6800, 9900, etc.). A raíz de su tecnología CMOS y sus bajas velocidades de reloj (8 MHz max. para el Harris HM-6100A), era de relativamente bajo consumo (menos de 100 mW a 10 V / 2 MHz) y podría operar en una banda de entre 4 y 11 V. Así podían ser utilizados con alta fiabilidad en sistemas embebidossin necesidad de usar disipación térmica adicional significativa, siempre que el resto del sistema fuera también CMOS.
El 6100 fue producido por Intersil y Harris como fuentes, esté último bajo especificación militar, por lo que fue utilizado en algunos productos militares como alternativa de bajo consumo a los 8080, 6800, etc. A pesar de disponer de una arquitectura y de un conjunto de instrucciones muy sencillo, fue diseñado eminentemente para su uso en sistemas embebidos que anteriormente habían utilizado circuitos de lógica discreta, e incluso conmutadores rotativos motorizados Ledex o sistemas basados en lógica de relés. En los 1980 todavía existían muchos sistemas militares en servicio que utilizaban relés electro-mecánicos o controladores como los "Ledexes". Cuándo el equipamiento fue reemplazado en los 1980, el 6100 fue utilizado a menudo (sin las restricciones de diseño del equipamiento militar uno cualquiera de su más potentes contemporáneos podía haber parecido más adecuado).
La familia 6100 fue utilizada en numerosos productos comerciales, incluyendo la línea DECmate, el primer intento de DEC de producir un ordenador personal. Intersil vendió los circuitos integrados comercialmente a partir de 1982 en la familia IM6100, a pesar de que esta familia de ICs usaba mucha menos lógica que muchos competidores y podría haber usado un espacio en el silicio más pequeño y por tanto sobrepasar a sus competidores, utilizaba CMOS que entonces era una tecnología puntera, lo que lo encarecía, y al no ser competitivos en precios la oferta falló. El IBM PC de 1981 acabó de rematar al "CMOS-8s".

## Descripción

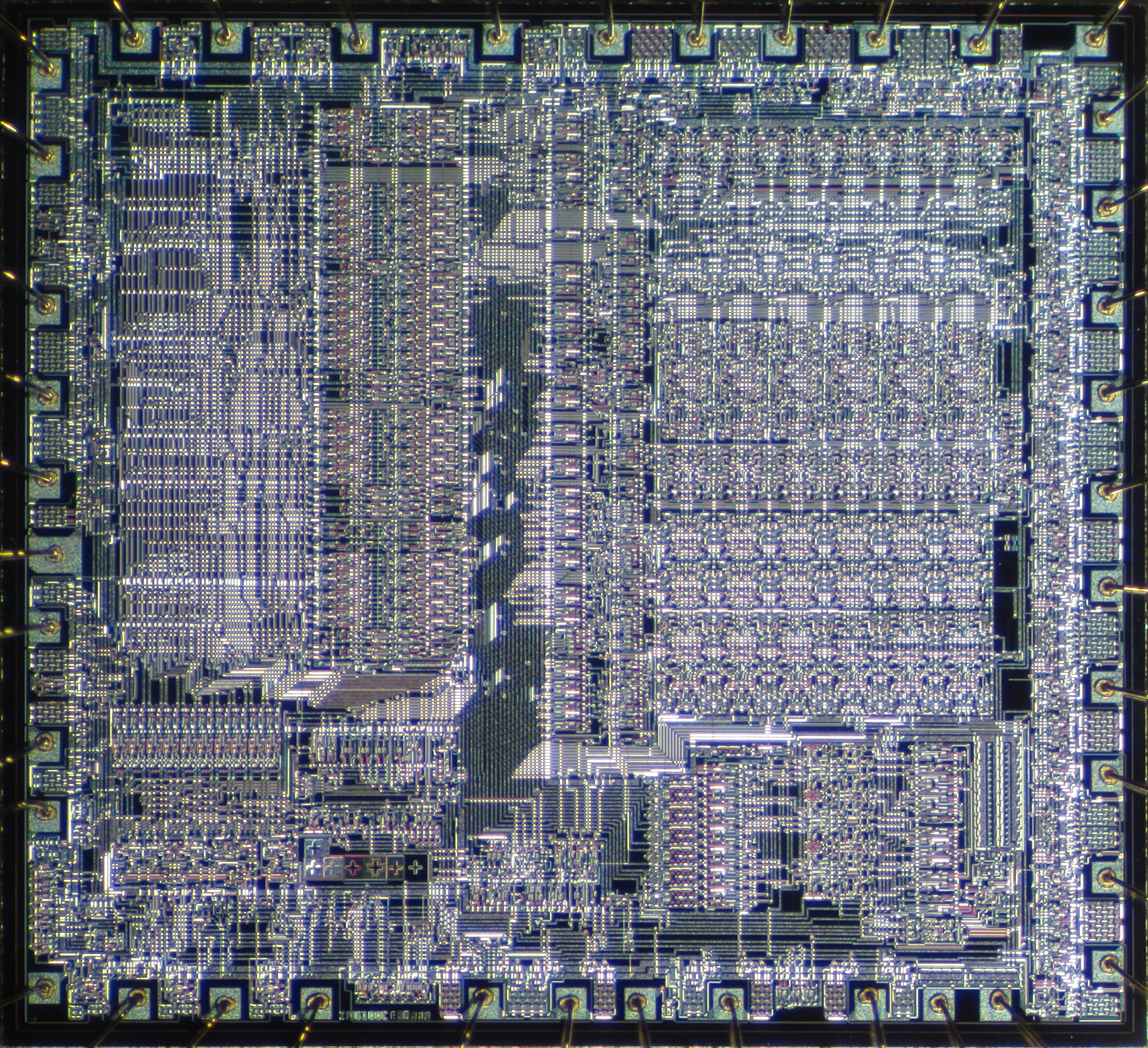
Pastilla del Intersil 6100.

La 6100 era una CPU de 12-bits que emula muy de cerca a un PDP-8 (Ver PDP-8 para una discusión más completa). Disponía de tres registros primarios: PC (contador de programa), AC (acumulador) de 12-bits, y MQ. Todas las instrucciones de dos operandos leían los registros AC y MQ, y escribían de nuevo el AC. No había puntero de pila; las subrutinas volvían al punto de llamada por un salto atrás en el código principal, típicamente almacenando la dirección de retorno en la primera palabra de la propia subrutina (lo que no servía para programas en ROM.)
Los saltos condicionales en el 6100 solo permitían saltarse la siguiente instrucción. Las ramas están construidas con un condicionales y el subsiguiente salto. Solo disponía de una interrupción enmascarable, cuándo se lanzaba una interrumpir la CPU almacenaba el PC actual en 0000, y luego saltaba a la rutina almacenada en la ubicación 0001. La interrupción podía ser activada o desactivada utilizando las instrucciones IOF e ION (o SKON).
El 6100 disponía de un bus de direcciones/datos de 12 bits, limitando la RAM a solo 4K palabras (6 KB). Las referencias a la memoria eran de 7-bits, con offset o bien en 0 o en la dirección base de página del PC (obtenida al poner a cero los siete bits menos significativos del PC). La memoria podría ser expandida utilizando el chip opcional de soporte 6102, que añadía tres líneas de direcciones y expandía la memoria manejable a 32K palabras (48 KB), de la misma manera en que el PDP-8/E expandía al PDP-8. El 6102 tenía dos registros internos, IFR (registro de campo de la instrucción) y DFR (registro de campo del dato), que permitían el offset de páginas de 4K para el acceso de la CPU a la memoria.

## Versiones y hardware de apoyo
Intersil ofreció una variedad de chips relacionados como apoyo a los sistemas 6100. La CPU IM6100 implementa un mínimo (PDP-8 básico sin hardware de mapeo de la memoria). El IM6101 PIE (Elemento de Interfaz Programable) es un puerto básico de E/S del PDP-8. El IM6102 MEDIC (Extensión de Memoria, Controlador DMA, Temporizador de Intervalos) convierte un IM6100 en algo parecido a una CPU PDP-8/E. El IM6103 PIO (Puerto de Entrada/Salida Paralela) y los IM6402 o IM6403 UART eran dispositivos básico de E/S del PDP-8 en formato de IC.
Intersil también ofrecía chips compatibles de RAM y ROM: Las SRAM modelos IM6551 e IM6561 (1 kbit, 256×4), la SRAM modelo IM6512 (768 bits, 64x12), y la PROM programable con máscara IM6312 (12 kbit, 1024×12).
Una selección de estos componentes fue ofertada como el Intersil 6801 CMOS Kit de Ejemplo de la Familia bajo la denominación de 6960. Incluía una placa base con una CPU IM6100, un IM6101 PIE, memoria ROM IM6312 con programa Monitor, tres chips de RAM CMOS de 256x4, y una UART IM6403.
El 6100 básico fue actualizado un poco más adelante convirtiéndose en el 6120, en su interior integraba un 6100 más con un controlador de memoria 6102.